# Saint-Léger-sur-Sarthe
Saint-Léger-sur-Sarthe ist eine Gemeinde im französischen Département Orne in der Normandie. Sie gehört zum Arrondissement Alençon und zum Kanton Écouves.
Die Gemeinde Saint-Léger-sur-Sarthe liegt 19 Kilometer nordöstlich von Alençon an der oberen Sarthe, in die hier an der westlichen Gemeindegrenze der Zufluss Tanche einmündet. Nachbargemeinden sind Les Ventes-de-Bourse im Nordwesten, Marchemaisons im Norden, Saint-Aubin-d’Appenai und Le Mêle-sur-Sarthe im Südosten und Villeneuve-en-Perseigne im Südwesten.

## Bevölkerungsentwicklung
| Jahr      | 1962 | 1968 | 1975 | 1982 | 1990 | 1999 | 2008 | 2018 |
| --------- | ---- | ---- | ---- | ---- | ---- | ---- | ---- | ---- |
| Einwohner | 289  | 299  | 273  | 316  | 328  | 296  | 340  | 327  |